# Palasics Kristóf
Palasics Kristóf (Kistarcsa, 2002. április 19. –) magyar válogatott kézilabdakapus, a One Veszprém KC játékosa.

## Pályafutása

### Klubcsapatokban
Palasics a gyerekként a gödöllői Főnix ISE csapatánál kezdett kézilabdázni. 2016-tól a PLER KC utánpótláscsapataiban játszott, a felnőtt csapatban 2017-ben kapott először játéklehetőséget a PLER harmadosztályú együttesében. 2018-ban igazolta le a Telekom Veszprém KC, amely csapatnál elsősorban a másodosztályban szereplő alakulatban szerepelt. 2021-től két szezont kölcsönben az NB I-ben szereplő NEKÁ-nál töltött. Legemlékezetesebb mérkőzését 2023 márciusában vívta az Akadémia csapatában, amikor a veszprémi csapat ellen 29–29-es döntetlent értek el. Palasics nagyszerűen védett a mérkőzésen, többek között az utolsó, 5 másodperccel a vége előtt leadott veszprémi lövést is hárítani tudta. 2023 őszétől a spanyol élvonal ötödik helyezettjénél folytatta pályafutását, szintén kölcsönben, ahol edzője Miguel Ángel Velasco lett, aki a magyar válogatott másodedzője is volt egyben abban az időben. 2024 nyarán a portugál élvonalbeli Benficában folytatta pályafutását, ugyancsak kölcsönben. 2025 januárjában hivatalossá vált, hogy Palasics kölcsönszertződése lejárta után sem tér vissza Veszprémbe, hanem 2025 nyarától a német Bundesligában szereplő MT Melsungen játékosa lesz. 2025 márciusában a veszprémi csapat egyik kapusa, Mike Jensen sérülést szenvedett, emiatt a szezon végéig Palasicsot visszahívták a magyar csapathoz. Az évad végén így magyar bajnoki címet ünnepelhetett.

### A válogatottban
Palasics a junior válogatottal ezüstérmet nyert a 2023-as világbajnokságon.
A felnőttválogatottal részt vett a 2023-as világbajnokságra való felkészülésben. Az utazó keretbe végül nem került be, de a világbajnokság alatt Mikler Roland kisebb sérülése miatt utólag csatlakozott a kerethez. Mérkőzésre azonban végül nem nevezték be. Először 2023 áprilisában a Grúzia elleni Európa-bajnoki selejtező mérkőzésen lépett pályára a válogatottban. Első világversenye a 2024-es Európa-bajnokság volt.

## Sikerei, díjai
- Magyar bajnok: 2025
- Junior világbajnokságon ezüstérmes: 2023